# تورالف گروبه
تورالف گروبه (نروژی: Thoralf Grubbe; ۲۰ ژوئیهٔ ۱۸۹۱ – ۶ سپتامبر ۱۹۵۱) بازیکن فوتبال اهل نروژ بود.
از باشگاه‌هایی که در آن بازی کرده‌است می‌توان به باشگاه فوتبال اود اشاره کرد.
وی همچنین در تیم ملی فوتبال نروژ بازی کرده‌است.